# Титкова, Элеонора Ивановна
Элеонора Ивановна Титкова (9 марта 1937, Камень-на-Оби, Алтайский край, РСФСР — 27 декабря 2016, Новосибирск, Российская Федерация) — советский и российский оперный режиссёр и театральный педагог, заслуженный деятель искусств России.

## Биография
Родилась в семье работников искусства, известном «клане Титковых». Её отец Иван и дядя Василий Титковы были художниками, мать служила завлитом Новосибирского оперного театра, сестра Рита — артистка хора Оперного театра, двоюродная сестра Ольга — актриса Новосибирского театра музыкальной комедии. В детстве занималась одновременно в четырёх драматических кружках, в том числе в Доме художественного воспитания детей и Доме работников искусств; училась в музыкальной школе по классу фортепиано. В 1959 году окончила Новосибирское музыкальное училище, работала в музыкальной школе.
В 1970 году окончила факультет режиссуры музыкального театра ГИТИСа (мастерская Бориса Покровского), в 1975 году — аспирантуру.
После окончания ГИТИСа вернулась в Новосибирск. В 1970—1982 и 1989—2015 годах преподавала в Новосибирской государственной консерватории, была профессором, заведующим кафедрой музыкального театра. В 1975—1976 годах вела курс музыкальной режиссуры в Музыкальной академии им. Л. Яначека в городе Брно (Чехословакия).
В 1982—1989 и 2002—2012 годах являлась главным режиссёром Новосибирского театра музыкальной комедии. За свою многолетнюю карьеру поставила около ста спектаклей.
Скончалась 27 декабря 2016 года. Похоронена на Заельцовском кладбище Новосибирска.

### Семья
- Отец — Иван Васильевич Титков (1905—1993), народный художник РСФСР.[6]
- Дядя — Василий Васильевич Титков (1907—1977), художник, член Союза художников СССР.

## Награды и премии
- Заслуженный деятель искусств Российской Федерации (29 декабря 1994) — за заслуги в области театрального искусства
- Премия «Человек года» мэрии Новосибирска (2005)[7].
- Орден Почёта (2006).

## Работы в театре
- «Риголетто» (Чебоксары)
- «Обручение в монастыре» (Казанский оперный театр)
- 1975 — «Иоланта» (Музыкальная академия им. Л. Яначека, Брно)
- 1977 — «Молодая гвардия» опера Мейтуса (Музыкальная академия им. Л. Яначека, Брно)
- 1993 — «Травиата» Верди (театр «Сакаисити опера», Сакаи (Япония))
- 1996 — «Свадьба Фигаро» Моцарта (Эймс (Айова, США)

### Новосибирский театр музыкальной комедии
- 1968 — «Робин Гуд» музыкальная комедия М. Карминского

#### 1980-е
- «Тетка Чарлея»
- «Голландочка» и «Марица» Кальмана
- «Мадам Фавар» Оффенбаха
- «Роз-Мари» Фримля и Стотгарта
- «Страсти святого Микаэля» и «Неотразимый Сапрыкин» Самойлова
- «Свадьба в Малиновке» Александрова

#### 1990-е
- «Мистер Икс» Кальмана,
- «Тетка Чарлея» Фельцмана,
- «Свадьба Кречинского» Колкера,
- «Женитьба Бальзаминова» Кулыгина
- «Дамы и гусары» Солина

#### 2000/2010-е
- «Цыганский барон» И. Штрауса
- «Весёлая вдова» Ф. Легара
- «Инкогнито из Петербурга» мюзикл В. Плешака
- «Фиалка Монмартра», «Сильва», «Баядера» И. Кальмана
- «А зори здесь тихие…» музыкальная драма А. и Н. Кротовых (по мотивам одноимённой повести Бориса Васильева)

### Новосибирская консерватория имени М. И. Глинки
- «Похождения повесы»
- «Замок герцога Синяя Борода»
- «Не только любовь»
- «Обручение в монастыре»
- «Каменный гость»
- «Пегий пёс, бегущий краем моря»